# جورجتاون (كارولاينا الجنوبية)
جورجتاون (بالإنجليزية: Georgetown, South Carolina)‏ هي مدينة تقع في الولايات المتحدة في مقاطعة جورج تاون.  يقدر عدد سكانها بـ 9,163 نسمة ومساحتها 18.6 كم2  وترتفع عن سطح البحر 4 متر.

## التركيبة السكانية
حدّد مكتب تعداد الولايات المتحدة بيانات التركيبة السكانية لجورجتاون في تعداد الولايات المتحدة. في ما يلي، التركيبة السكانية حسب تعدادي 2000 و2010.

### تعداد عام 2000
بلغ عدد سكان جورجتاون 8,950 نسمة بحسب تعداد عام 2000، وبلغ عدد الأسر 3,411 أسرة وعدد العائلات 2,306 عائلة مقيمة في المدينة. في حين سجلت الكثافة السكانية 455.5 نسمة لكل كيلومتر مربع (1,179.7/ميل2). وبلغ عدد الوحدات السكنية 3,856 وحدة بمتوسط كثافة قدره 196.2 لكل كيلومتر مربع (508.2/ميل2).
وتوزع التركيب العرقي للمدينة بنسبة 40.99% من البيض و57.03% من الأمريكيين الأفارقة و0.12% من الأمريكيين الأصليين و0.31% من الأمريكيين ذوي الأصول الآسيوية و0.04% من سكان جزر المحيط الهادئ و0.84% من الأعراق الأخرى و0.66% من عرقين مختلطين أو أكثر و1.88% من الهسبانيون أو اللاتينيون من أي عرق.
بلغ عدد الأسر 3,411 أسرة كانت نسبة 38.9% منها لديها أطفال تحت سن الثامنة عشر تعيش معهم، وبلغت نسبة الأزواج القاطنين مع بعضهم البعض 38% من أصل المجموع الكلي للأسر، ونسبة 25.1% من الأسر كان لديها معيلات من الإناث دون وجود شريك،  بينما كانت نسبة 4.5% من الأسر لديها معيلون من الذكور دون وجود شريكة وكانت نسبة 32.4% من غير العائلات. تألفت نسبة 28.9% من أصل جميع الأسر من عدة أفراد يعيشون في نفس المنزل ونسبة 12.9% كانت تتألف من شخص يعيش بمفرده يبلغ من العمر 65 عاماً أو أكثر. وبلغ متوسط حجم الأسرة المعيشية 2.55، أما متوسط حجم العائلات فبلغ 3.14.
بلغ العمر الوسطي للسكان 34.9 عاماً. وكانت نسبة 28.6% من القاطنين تحت سن الثامنة عشر، وكانت نسبة 8.7% بين الثامنة عشر والرابعة والعشرين عاماً، ونسبة 25% كانت واقعةً في الفئة العمرية ما بين الخامسة والعشرين والرابعة والأربعين عاماً، ونسبة 20.6% كانت ما بين الخامسة والأربعين والرابعة والستين، ونسبة 14.2% كانت ضمن فئة الخامسة والستين عاماً فما فوق. يوجد لكل 100 أنثى 83.0 ذكر، ويوجد لكل 100 أنثى في الثامنة عشر من عمرها فما فوق 76.2 ذكر.
بلغ متوسط دخل الأسرة في المدينة 29,424 دولارًا، أما متوسط دخل العائلة فبلغ 34,747 دولارًا. وكان متوسط دخل الذكور 27,545 دولارًا مقابل 19,000 دولارًا للإناث. وسجل دخل الفرد الخاص بالمدينة 14,568 دولارًا. وكانت نسبة 19.9% من العائلات ونسبة 24.1% من السكان تحت خط الفقر، وكان من هؤلاء نسبة 35.1% تحت سن الثامنة عشر ونسبة 16.9% في الخامسة والستين من العمر وما فوق.

### تعداد عام 2010
بلغ عدد سكان جورجتاون 9,163 نسمة بحسب تعداد عام 2010، وبلغ عدد الأسر 3,527 أسرة وعدد العائلات 2,355 عائلة مقيمة في المدينة. في حين سجلت الكثافة السكانية 466.3 نسمة لكل كيلومتر مربع (1,207.7/ميل2). وبلغ عدد الوحدات السكنية 4,180 وحدة بمتوسط كثافة قدره 212.7 لكل كيلومتر مربع (550.9/ميل2).
وتوزع التركيب العرقي للمدينة بنسبة 37.77% من البيض و56.66% من الأمريكيين الأفارقة و0.22% من الأمريكيين الأصليين و0.65% من الأمريكيين ذوي الأصول الآسيوية و0.05% من سكان جزر المحيط الهادئ و3.35% من الأعراق الأخرى و1.29% من عرقين مختلطين أو أكثر و5.35% من الهسبانيون أو اللاتينيون من أي عرق.
بلغ عدد الأسر 3,527 أسرة كانت نسبة 37.4% منها لديها أطفال تحت سن الثامنة عشر تعيش معهم، وبلغت نسبة الأزواج القاطنين مع بعضهم البعض 33.3% من أصل المجموع الكلي للأسر، ونسبة 28.6% من الأسر كان لديها معيلات من الإناث دون وجود شريك،  بينما كانت نسبة 4.9% من الأسر لديها معيلون من الذكور دون وجود شريكة وكانت نسبة 33.2% من غير العائلات. تألفت نسبة 29.3% من أصل جميع الأسر من عدة أفراد يعيشون في نفس المنزل ونسبة 10.9% كانت تتألف من شخص يعيش بمفرده يبلغ من العمر 65 عاماً أو أكثر. وبلغ متوسط حجم الأسرة المعيشية 2.53، أما متوسط حجم العائلات فبلغ 3.08.
بلغ العمر الوسطي للسكان 36.7 عاماً. وكانت نسبة 27.1% من القاطنين تحت سن الثامنة عشر، وكانت نسبة 8.5% بين الثامنة عشر والرابعة والعشرين عاماً، ونسبة 23.3% كانت واقعةً في الفئة العمرية ما بين الخامسة والعشرين والرابعة والأربعين عاماً، ونسبة 26.4% كانت ما بين الخامسة والأربعين والرابعة والستين، ونسبة 14.7% كانت ضمن فئة الخامسة والستين عاماً فما فوق. وتوزع التركيب الجنسي للسكان بنسبة 44.9% ذكور و55.1% إناث.

## أعلام
- روبرت غيذرز
- جاكلين غرانت
- جيك فورد
- جويل ر. بي برينغل
- فرنسيس ماريون
- فورست إس. بيترسن
- توماس ر. ميتشيل